# Таконік
Таконік (англ. Taconic Mountains) — гірське пасмо в Аппалачах, знаходиться на сході штату Нью-Йорк, північно-західному Коннектикуті, західному Массачусетсі та південно-західному Вермонті.
На схід від Таконік розташовані Беркшири, на північний схід — Зелені гори, які є частиною однієї гірської системи. На північний захід знаходяться гори Адірондак. Найвища точка Таконік — гора Еквінокс. Також частиною хребта є найвищі точки Массачусетсу (Грейлок) та Коннектикуту (Фрісселл).
Від найменування хребта був названий таконіт — залізиста гірська порода докембрійського часу.